# 维勒莫兰站
维勒莫兰站是法国的一个铁路车站，位于法国东北部市镇维勒莫兰。

## 位置
维勒莫兰站位于维勒莫兰城区的南部。车站大致呈南北走向，正门开口朝东，西侧亦可进出。

## 车站概况
维勒莫兰站是一个小型的火车站，设有一台自动售票机，可出售有效期7日的TER列车车票；人工售票窗口仅每周三和六开放。

## 停靠线路
以下列车线路在维勒莫兰站停靠：
| 维勒莫兰站列车线路表   |              |           |          |              |
| 线路                   | 车种         | 上一站    | 下一站   | 大致运行频率 |
| 沙勒维尔-梅济耶尔—日韦 | 法国大区列车 | 艾布/费潘 | 欧布里沃 | 每天7~14趟   |
| 1.                     |              |           |          |              |

## 配套交通

### 大巴车
维勒莫兰站对应的大巴车上下车地点位于车站正门前方的空地上。当某条铁路线施工或罢工时，SNCF会提供途径该线路沿途站点的大巴车。

### 市内交通
维勒莫兰站暂无城市公共交通服务。

## 临近车站
| 维勒莫兰站（Gare de Vireux-Molhain） |                  |            |
| 上行车站                             | 线路             | 下行车站   |
| 费潘站                               | 苏瓦松－日韦铁路 | 欧布里沃站 |
| - 本表仅显示运营中的线路及车站       |                  |            |